# Aspila albivenata
Aspila albivenata là một loài bướm đêm trong họ Noctuidae.